# Puliciphora hancocki
Puliciphora hancocki är en tvåvingeart som beskrevs av Ronald Henry Lambert Disney 2005. Puliciphora hancocki ingår i släktet Puliciphora och familjen puckelflugor.
Artens utbredningsområde är Ecuador. Inga underarter finns listade i Catalogue of Life.